# Братчикова, Софья Алексеевна
Софья Алексеевна Братчикова (род. 25 февраля 2002, Куйбышев, Новосибирская область) — российская волейболистка, либеро. Игрок волейбольного клуба российской Суперлиги «Спарта» (с 2023 года).

## Биография
Родилась 25 февраля 2002 года в городе Куйбышеве Новосибирской области.
С 2017 по 2020 годы выступала за волейбольный клуб «Олимп». Один сезон провела, играя за омский «Омь-СибГУОР». С 2021 по 2023 годы выступала за «Муром». Становилась дважды чемпионкой Новосибирской области, была призёром Кубка Сибири и Дальнего Востока, в составе «Мурома» побеждала в Высшей лиги «Б» в сезоне 2021/2022 годов.
С сезона 2023/2024 годов игрок основной команды «Спарта».

### Клубная карьера
- 2017—2020 —  «Олимп» (Новосибирская область) — высшая лига А, высшая лига Б;
- 2020—2021 —  «Омь-СибГУОР» (Омск) — 'высшая лига Б;
- 2021—2023 —  «Муром»  (Владимирская область) — высшая лига Б, высшая лига А;
- с 2023 —  «Спарта» (Нижний Новгород) — суперлига.